# Hubbardieae
Hubbardieae es una tribu de hierbas de la familia Poaceae. Tiene los siguientes géneros.

## Géneros
- Hubbardia[1]